# 36 widoków na górę Fudżi (Hokusai)
36 widoków na górę Fudżi (jap. 富嶽三十六景 Fugaku sanjūrokkei) – cykl barwnych drzeworytów w stylu ukiyo-e autorstwa Katsushiki Hokusai’a, tworzonych w latach 1823–1829. 

Fudżi widziana z jeziora Shōji

Jest to najbardziej znany cykl tego artysty. Został on opublikowany w 1830 roku u wydawcy Eijudō z Edo. Chociaż nazwa mówi o 36 widokach, cykl składa się z 46 drzeworytów. Liczba prac została zwiększona po sukcesie w sprzedaży rycin. Każda z grafik przedstawia świętą dla wyznawców shintō górę Fudżi (Fuji-san) widzianą z różnych miejsc, w rozmaitych porach dnia i warunkach atmosferycznych.
Drzeworyty z tego zbioru miały wielkie oddziaływanie na sztukę europejską. Wielka fala w Kanagawie, znajdująca się w kolekcji Feliksa Jasieńskiego, była inspiracją dla Stanisława Wyspiańskiego, który stworzył serię rysunków z widokiem na Kopiec Kościuszki.

## Galeria wybranych dzieł

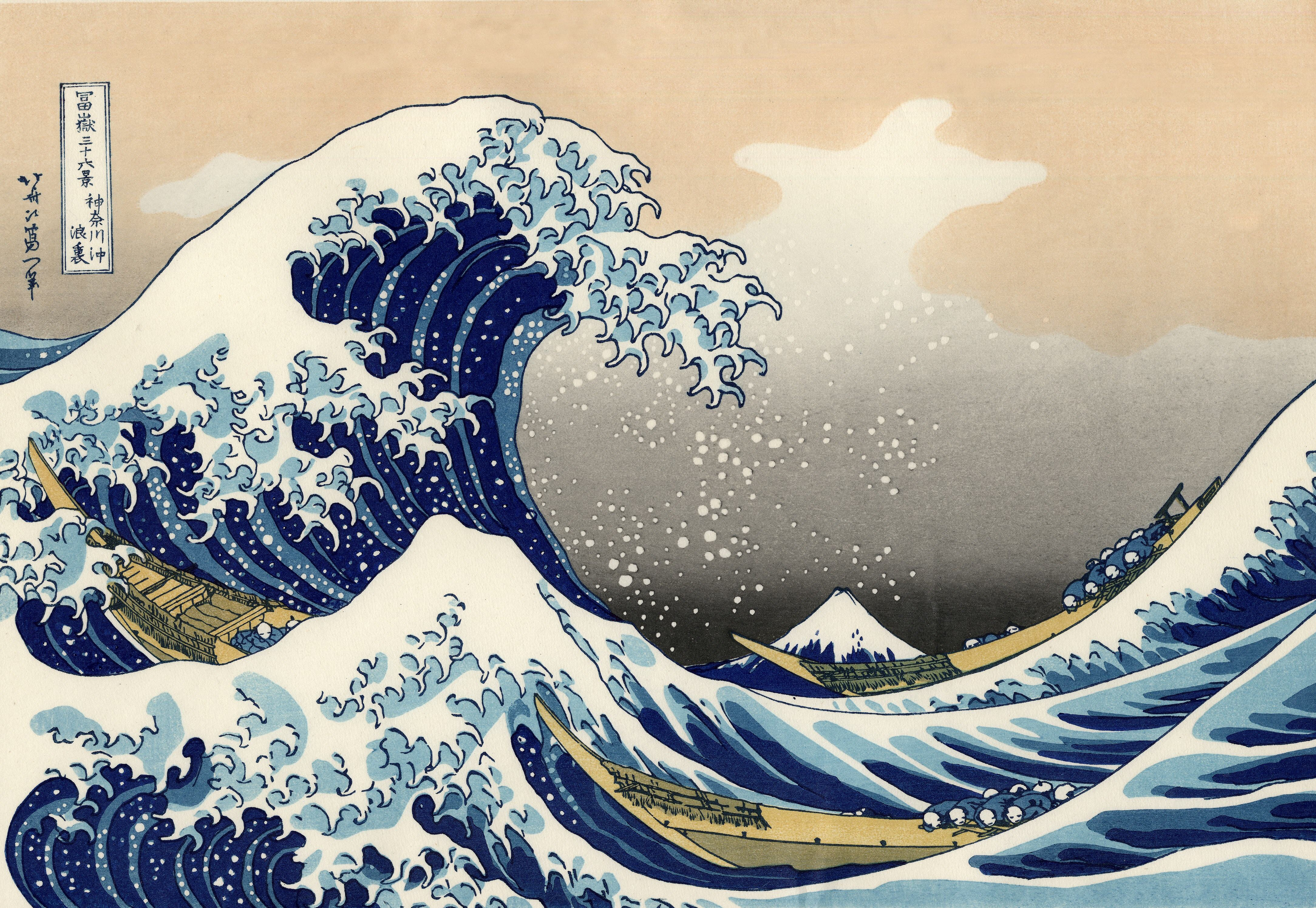
Wielka fala w Kanagawie (oryg. Dolina fali u wybrzeża Kanagawy)
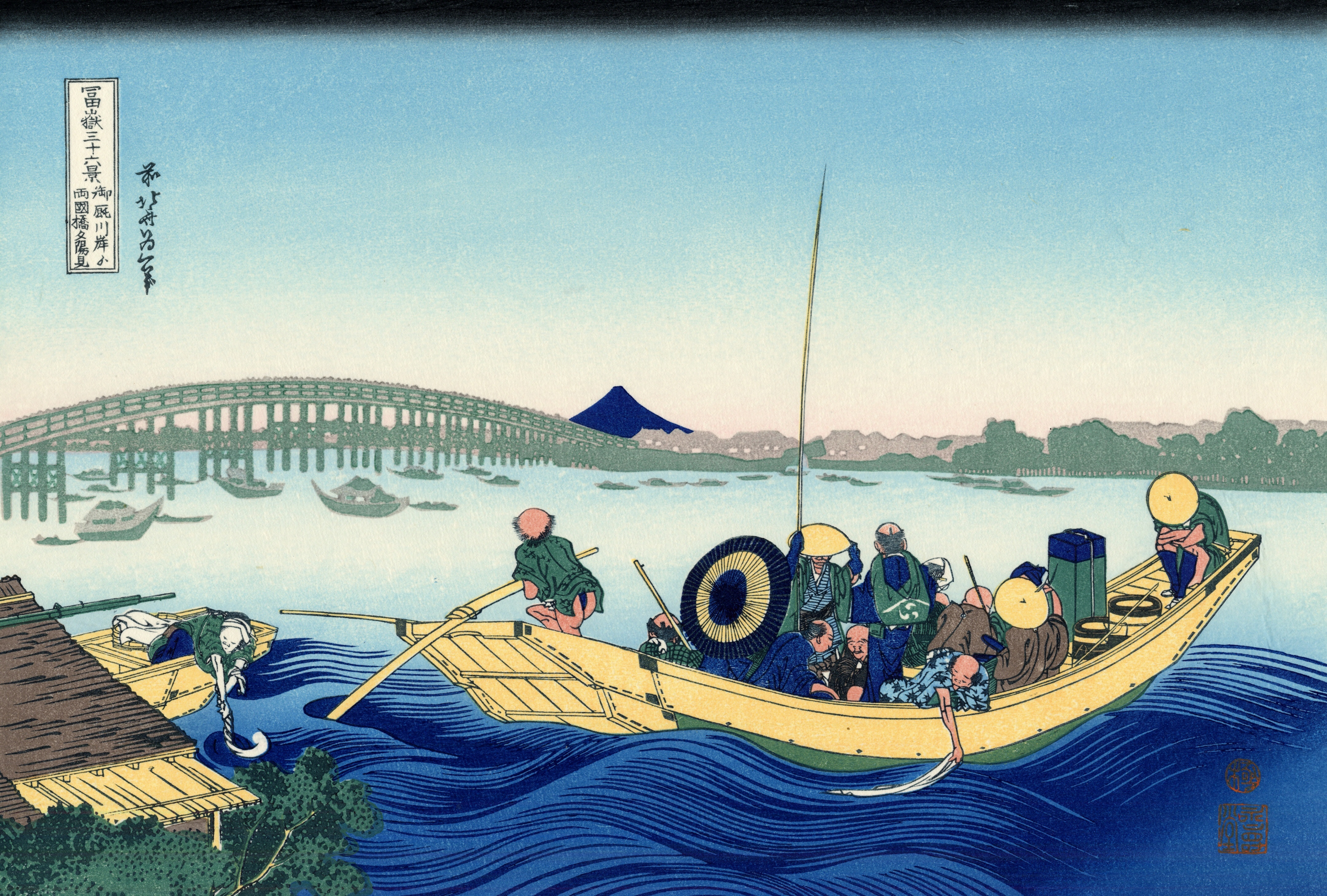
Zachód słońca nad mostem Ryōgoku widziany z brzegu rzeki Sumida w Onmayagashi
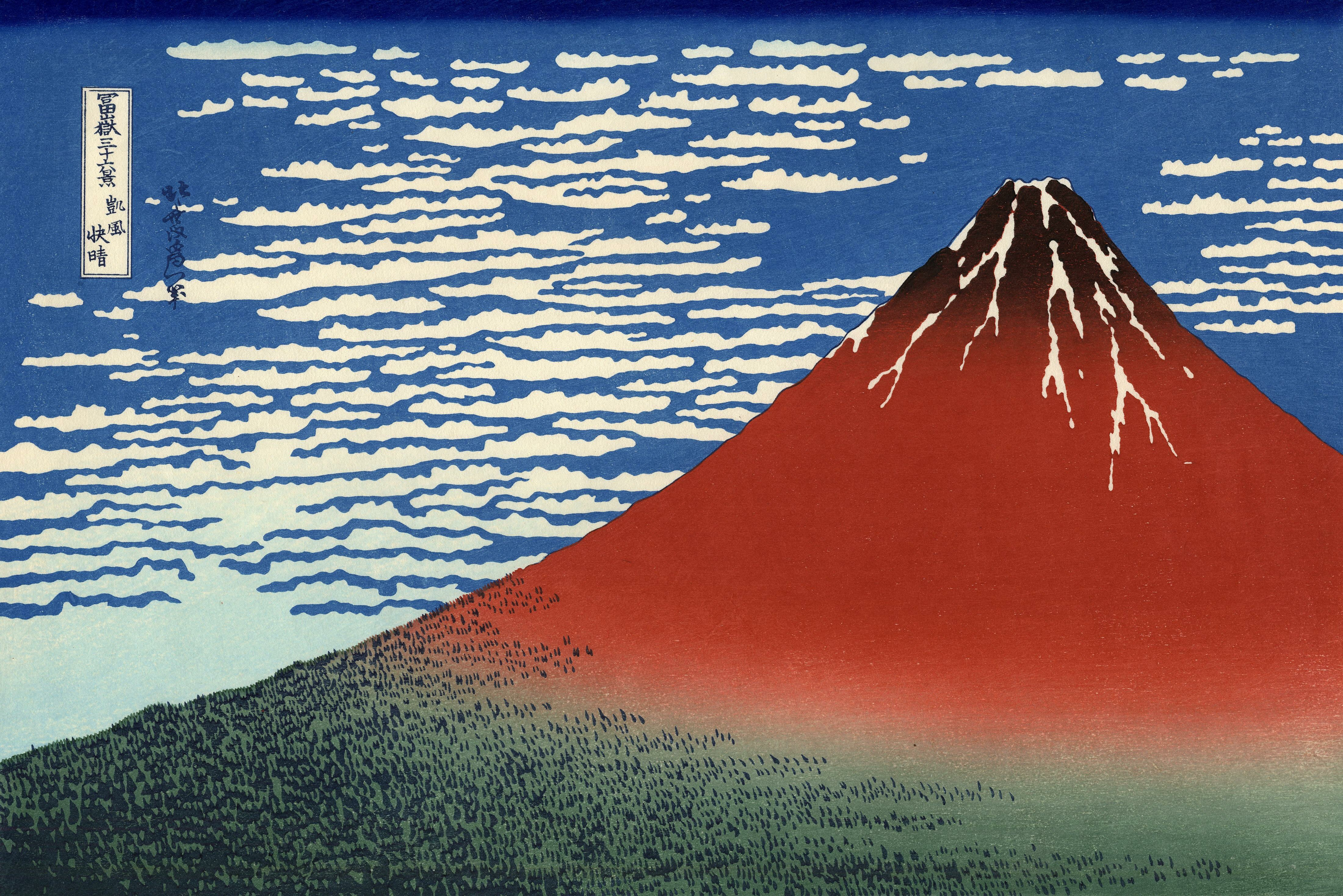
Łagodny wiatr z południa (wiejący na początku lata), dobra pogoda lub Czerwona Fudżi
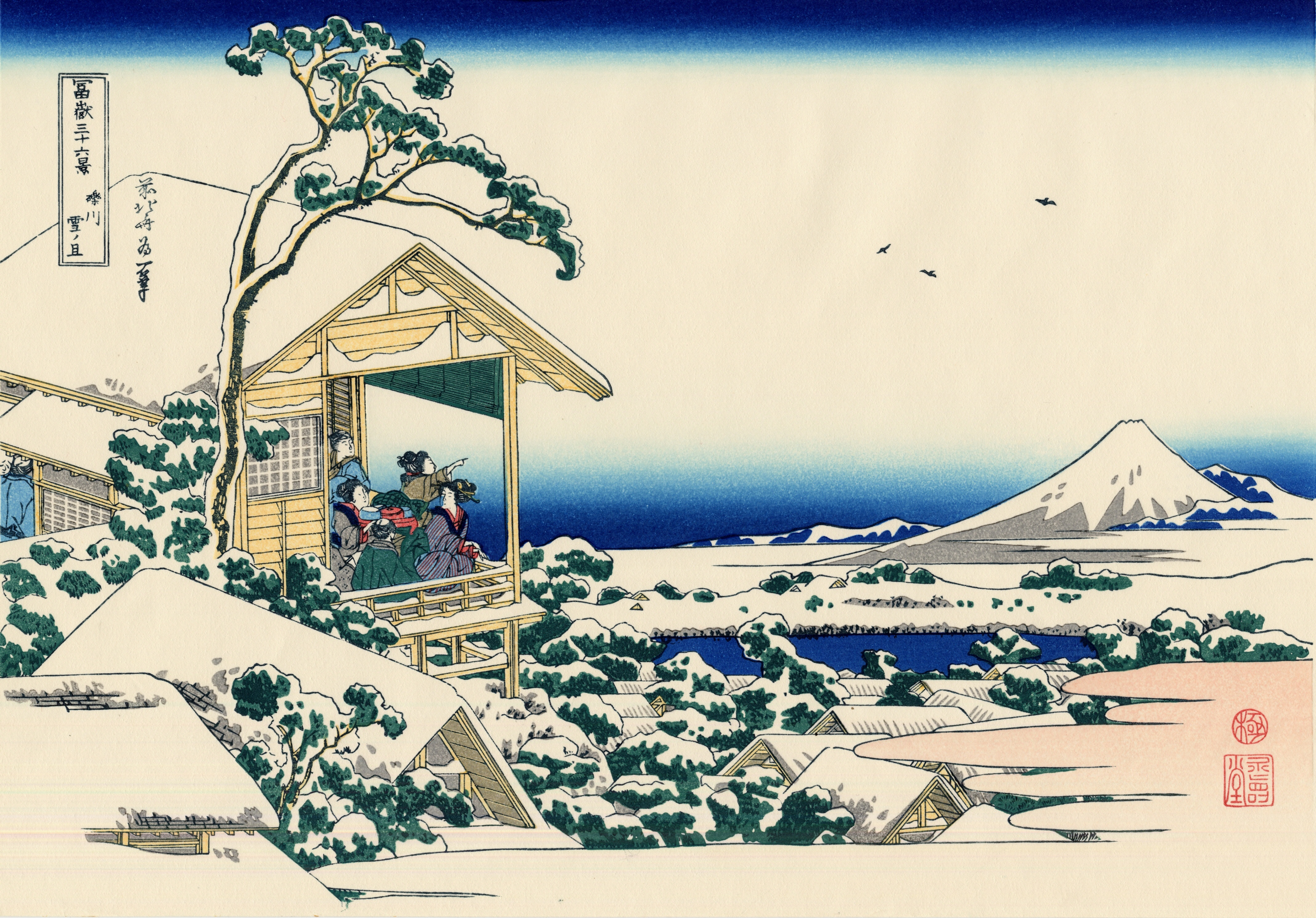
Śnieżny poranek w Koishikawie
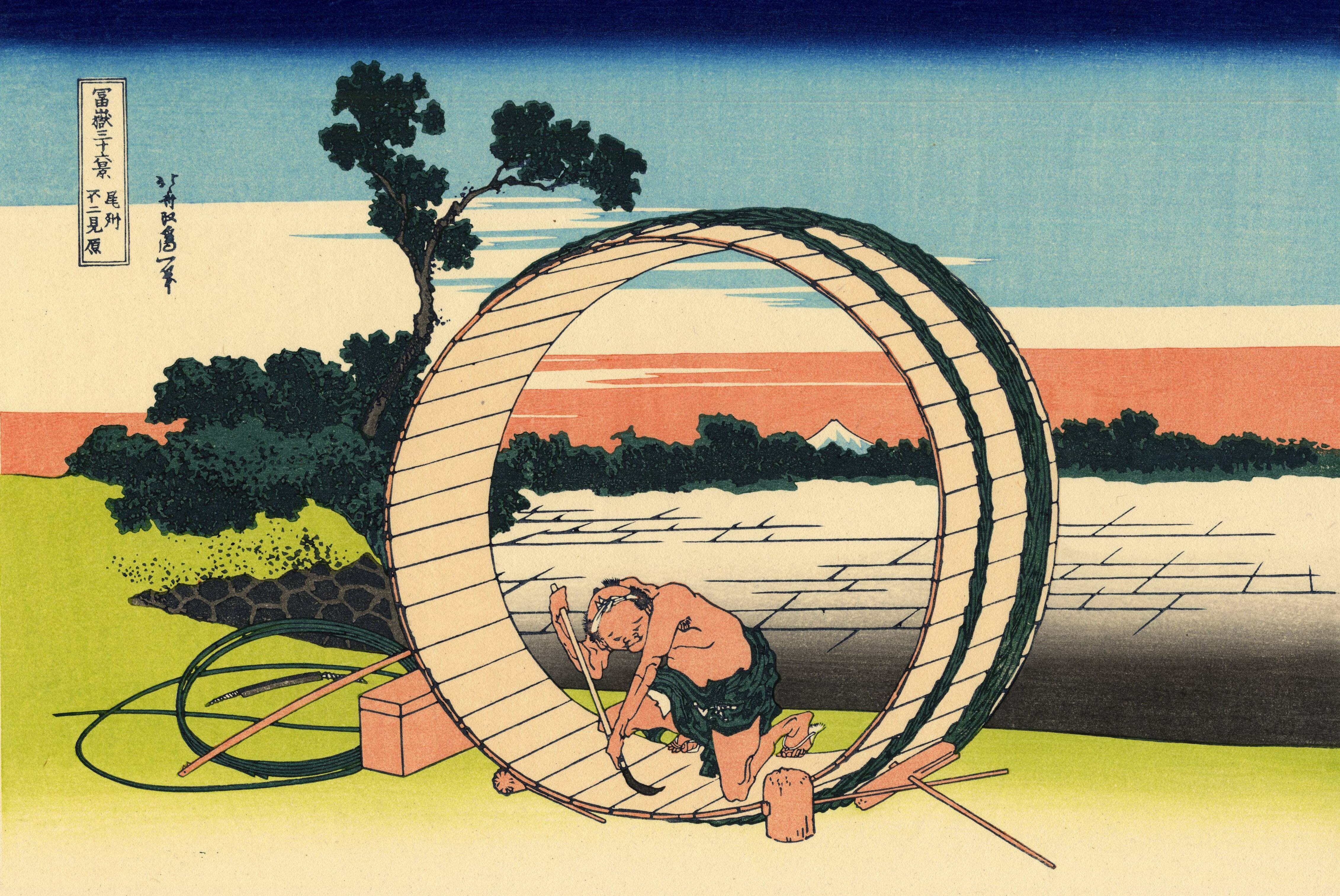
Widok Fudżi z pól ryżowych w prowincji Owari
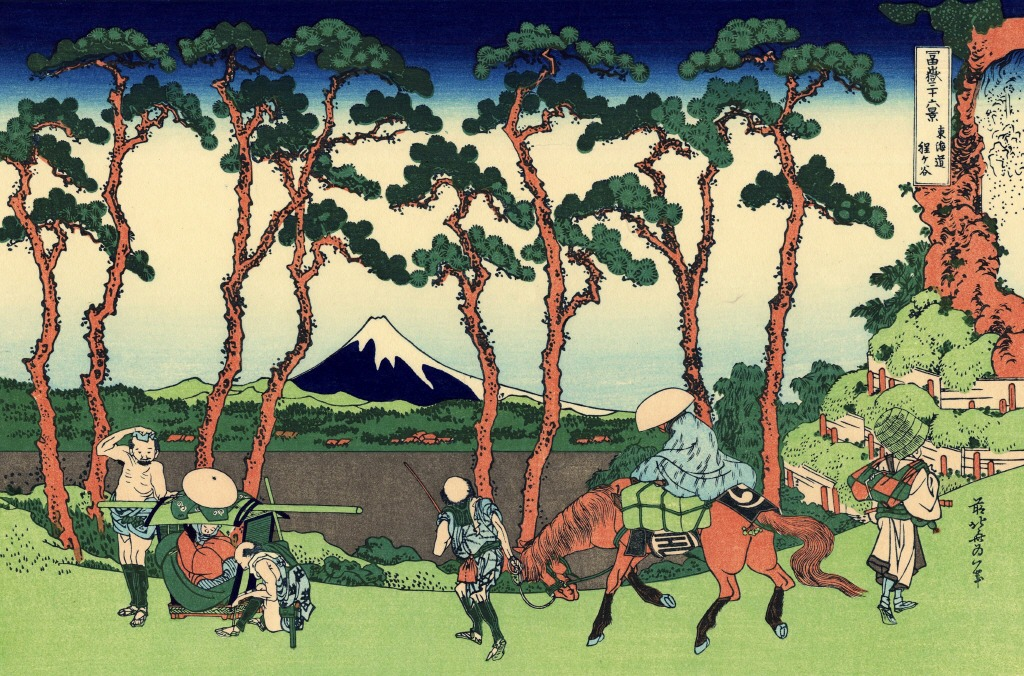
Hodogaya na Tōkaidō
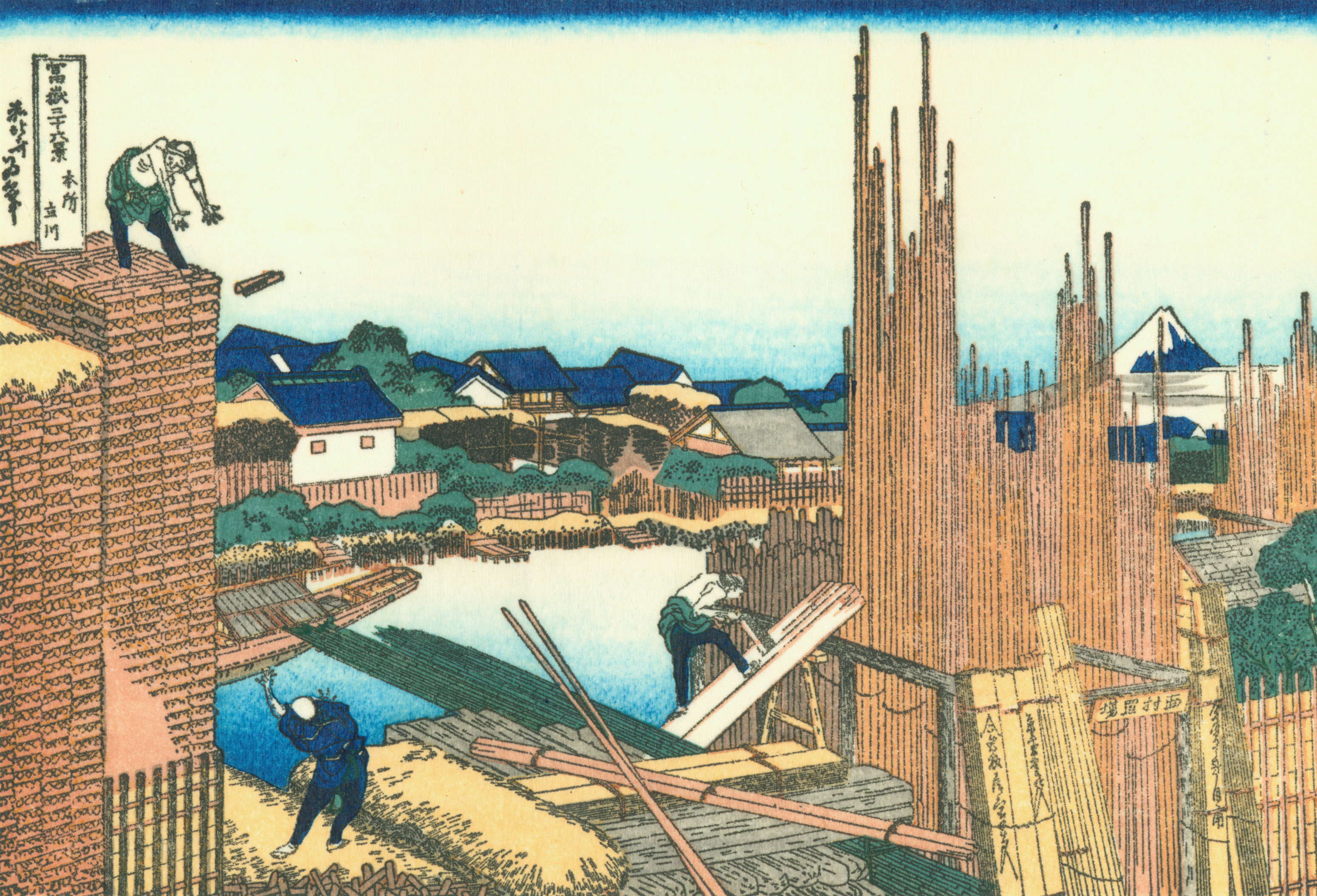
Składy drewna w Honjō
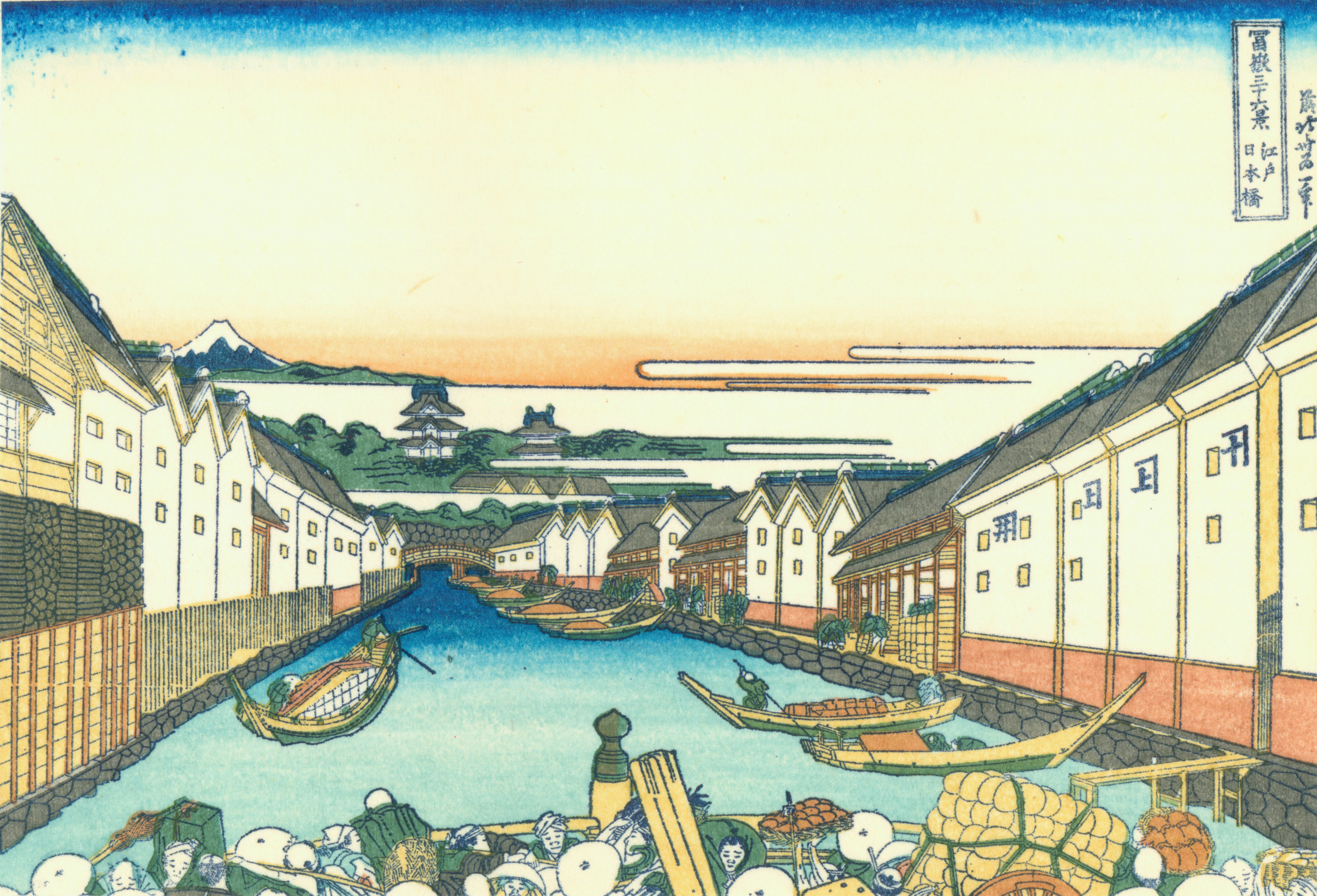
Nihonbashi w Edo
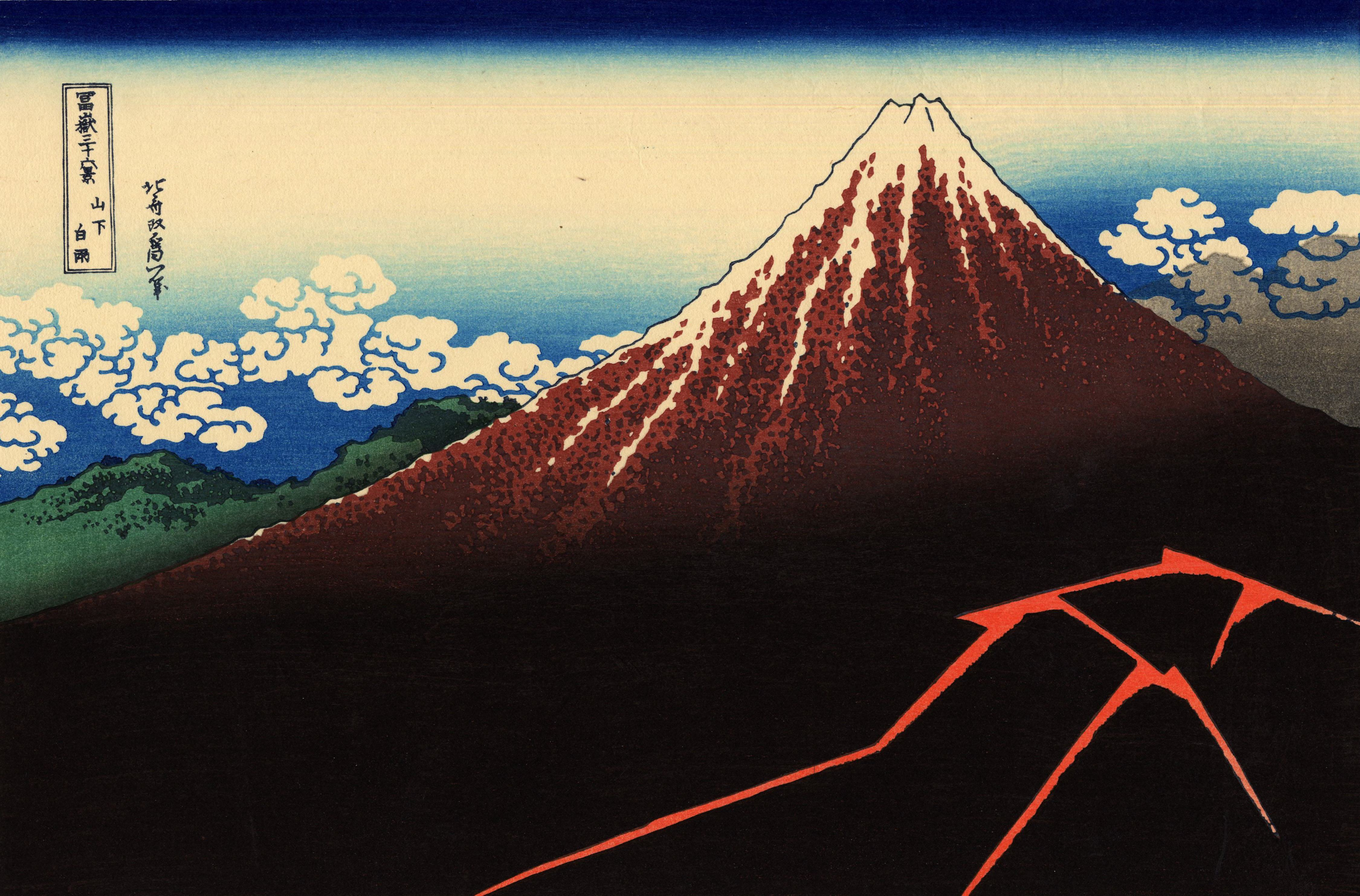
Burza u stóp góry
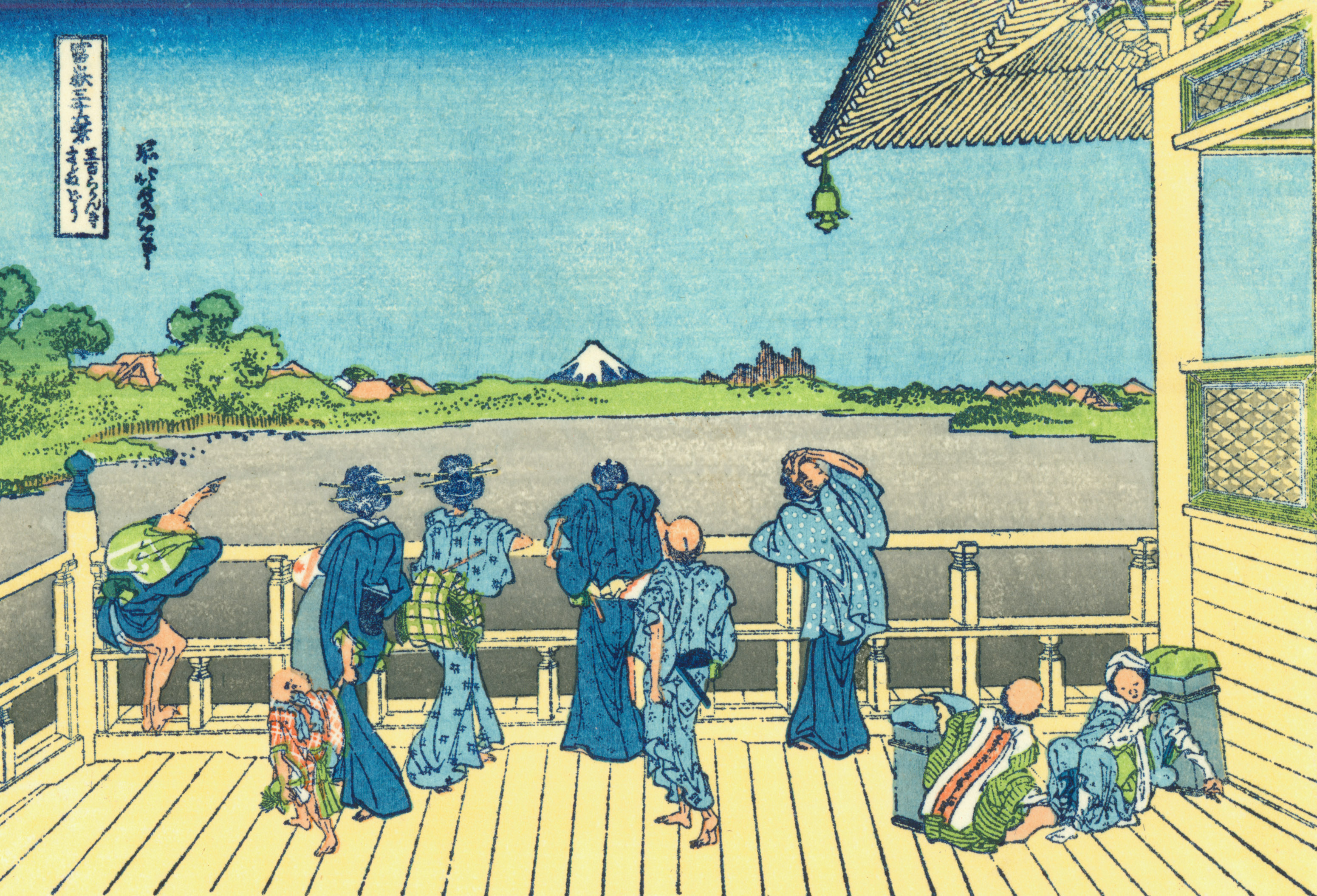
Pawilon Sazai-dō w świątyni Gohyaku-Rakan-ji
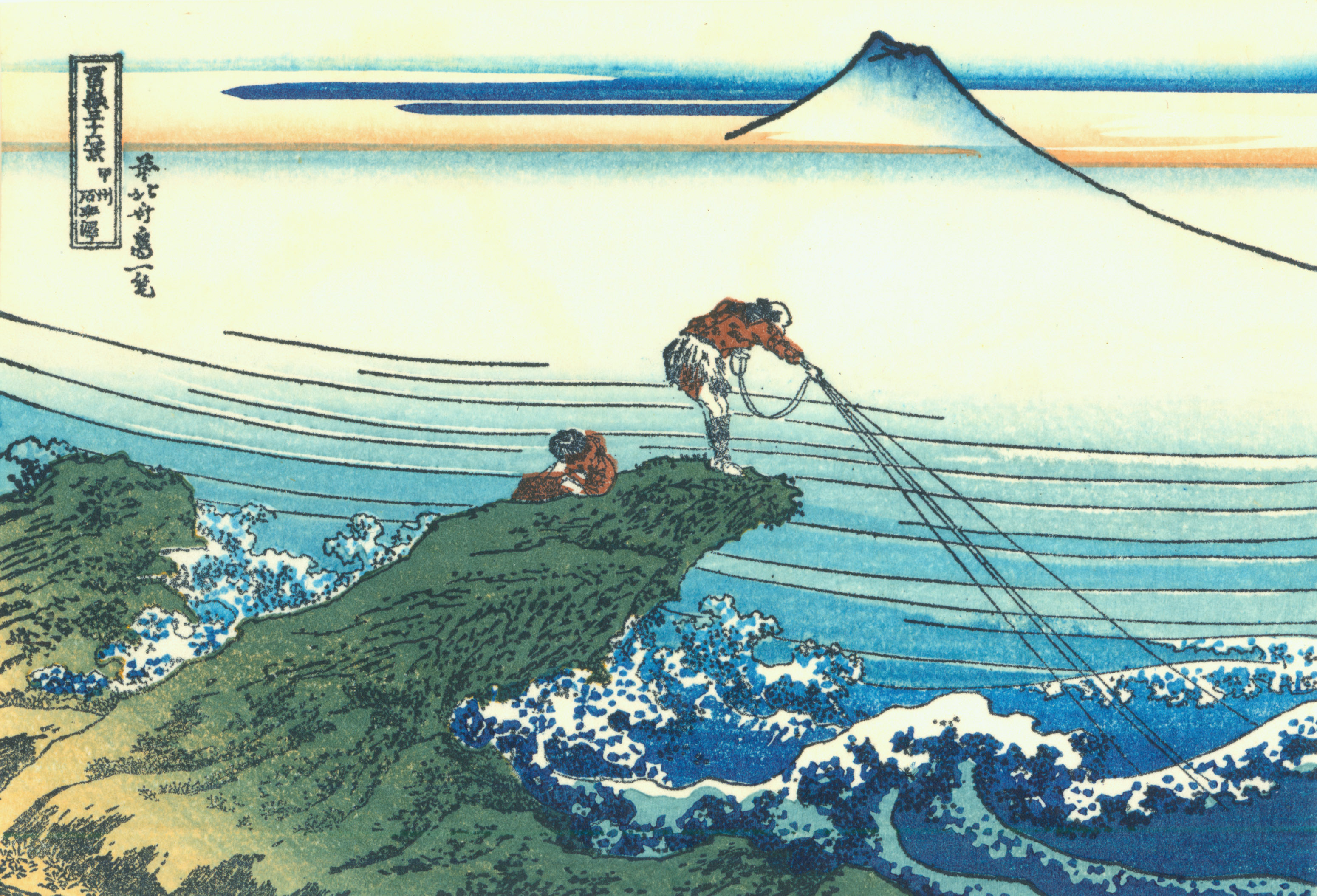
Kajikazawa w prowincji Kai
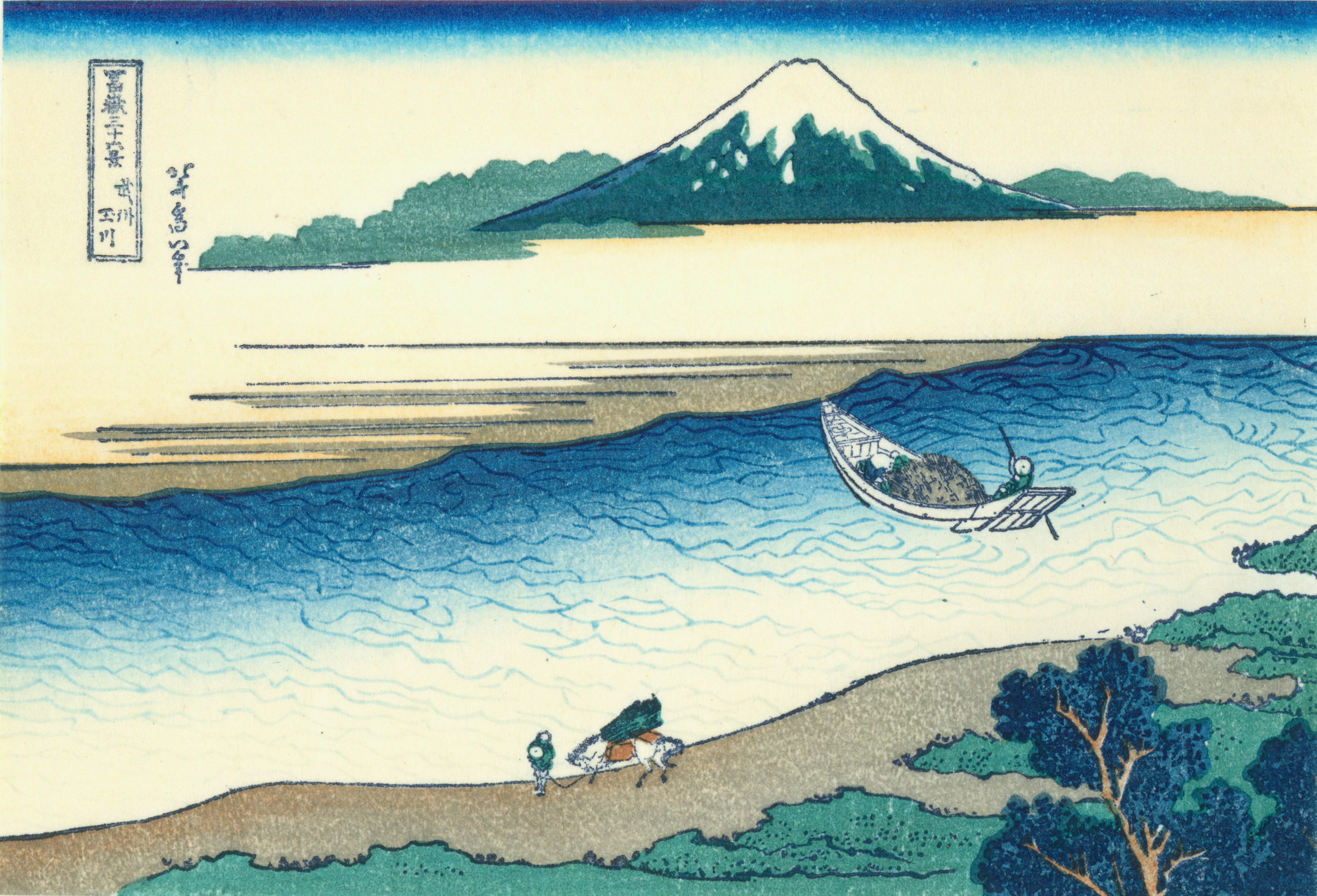
Rzeka Tama w prowincji Musashi